# Sanchón de la Sagrada
Sanchón de la Sagrada település Spanyolországban, Salamanca tartományban. Sanchón de la Sagrada La Sagrada, Carrascal del Obispo, Aldehuela de la Bóveda, Villalba de los Llanos és Berrocal de Huebra községekkel határos. Lakosainak száma 51 fő (2024).

## Népesség
A település népessége az elmúlt években az alábbi módon változott:
| Lakosok száma | 53   | 51   | 46   | 41   | 38   | 41   | 39   | 39   | 37   | 51   |
|               | 2001 | 2004 | 2007 | 2009 | 2012 | 2014 | 2017 | 2019 | 2022 | 2024 |